# کتابخانه چستربیتی
کتابخانهٔ چِستِربیتی (به انگلیسی: Chester Beatty Library) یک کتابخانهٔ معروف در دوبلین، پایتخت کشور ایرلند است که توسط آلفرد چستربیتی، میلیونر، عتیقه‌دوست و نسخه‌شناس معروف ایرلندی در سال ۱۹۵۰ تأسیس شد. بعداً در سال ۲۰۰۰، به مناسبت ۱۲۵مین سالگشت تولد آلفرد، ساختمان جدید کتابخانه بازسازی شد.

## گنجینهٔ مخطوطات
در کتابخانهٔ چستربیتی بیش از ۴۰۰۰ نسخهٔ خطی متعلق به ایران و کشورهای اسلامی وجود دارد که قدمت برخی از آنها، ازجمله قرآن به خط ابن بوّاب، به بیش از هزار سال می‌رسد.